# NGC 3090
NGC 3090 est une vaste galaxie elliptique située dans la constellation du Sextant. NGC 3090 a été découverte par l'astronome allemand Albert Marth en 1865.

## Caractéristiques
Sa vitesse par rapport au fond diffus cosmologique est de 6 447 ± 27 km/s, ce qui correspond à une distance de Hubble de 95,1 ± 6,7 Mpc (∼310 millions d'al).
À ce jour, quatre mesures non basées sur le décalage vers le rouge (redshift) donnent une distance de 108,025 ± 29,339 Mpc (∼352 millions d'al), ce qui est à l'intérieur de la distance de Hubble. Notons cependant que c'est avec la valeur moyenne des mesures indépendantes, lorsqu'elles existent, que la base de données NASA/IPAC calcule le diamètre d'une galaxie et qu'en conséquence le diamètre de NGC 3090 pourrait être d'environ 51,4 kpc (∼168 000 al) si on utilisait la distance de Hubble pour le calculer.